# Flint Creek
Flint Creek és una concentració de població designada pel cens dels Estats Units a l'estat d'Oklahoma. Segons el cens del 2000 tenia 580 habitants.

## Demografia
Segons el cens del 2000, Flint Creek tenia 580 habitants, 217 habitatges, i 182 famílies. La densitat de població era de 35,4 habitants per km².
Dels 217 habitatges en un 30,9% hi vivien nens de menys de 18 anys, en un 72,4% hi vivien parelles casades, en un 6,9% dones solteres, i en un 16,1% no eren unitats familiars. En el 12,9% dels habitatges hi vivien persones soles el 2,3% de les quals corresponia a persones de 65 anys o més que vivien soles. El nombre mitjà de persones vivint en cada habitatge era de 2,67 i el nombre mitjà de persones que vivien en cada família era de 2,88.
Per edats la població es repartia de la següent manera: un 25,7% tenia menys de 18 anys, un 7,1% entre 18 i 24, un 28,4% entre 25 i 44, un 25,5% de 45 a 60 i un 13,3% 65 anys o més.
L'edat mediana era de 37 anys. Per cada 100 dones de 18 o més anys hi havia 111,3 homes.
La renda mediana per habitatge era de 30.781 $ i la renda mediana per família de 33.438 $. Els homes tenien una renda mediana de 23.750 $ mentre que les dones 17.917 $. La renda per capita de la població era de 15.457 $. Entorn del 12,1% de les famílies i l'11,7% de la població estaven per davall del llindar de pobresa.

## Poblacions més properes
El següent diagrama mostra les poblacions més properes.